# إنجا بورغ
إنجا بورغ (بالسويدية: Inga Borg) هي فنانة وكاتِبة ورسامة كارتون سويدية، ولدت في 25 أغسطس 1925 في ستوكهولم في السويد، وتوفيت في 24 أكتوبر 2017 في السويد.

## وصلات خارجية
- إنجا بورغ على موقع قاعدة بيانات الأفلام السويدية (السويدية)
- إنجا بورغ على موقع ديسكوغز (الإنجليزية)